# Grzegorz Węcławowicz
Grzegorz Węcławowicz (ur. 14 listopada 1943, zm. 12 czerwca 2024) – polski geograf.

## Życiorys
Urodził się w 1943 roku. Po ukończeniu szkoły średniej studiował w latach 1961–1966 geografię na Wydziale Biologii i Nauk o Ziemi Uniwersytetu Warszawskiego, otrzymując stopień magistra w zakresie geomorfologii. W latach 1967–1970 pracował jako asystent w Instytucie Geografii Wydziału Biologii i Nauk o Ziemi Uniwersytetu Warszawskiego, po czym w latach 1970–1974 odbywał studia doktoranckie w Instytucie Geografii Polskiej Akademii Nauk, uzyskując stopień doktora nauk o Ziemi. Od 1974 roku aż do końca życia był związany z Instytutem Geografii i Przestrzennego Zagospodarowania im. Stanisława Leszczyckiego Polskiej Akademii Nauk w Warszawie. To tam w 1988 roku otrzymał stopień doktora habilitowanego nauk przyrodniczych w zakresie geografii ekonomicznej, a w 1998 roku odebrał tytuł profesora zwyczajnego. Zajmował stanowiska kierownika Zakładu Geografii Miast i Ludności w Instytucie Geografii Polskiej Akademii Nauk (1999–2012), członka Komitetu Nauk Geograficznych Polskiej Akademii Nauk i Komitetu Przestrzennego Zagospodarowania Polskiej Akademii Nauk. Należał do Polskiego Towarzystwa Geograficznego. 
Zawodowo był także związany z London School of Economics and Political Sciences (stażysta; 1976–1977), University of Leeds School of Geography (1995–1996), Wyższą Szkołą Humanistyczną w Pułtusku (1997–2003), Wyższą Szkołą Handlu i Finansów Międzynarodowych w Warszawie (1998–2007) i Biurem Planowania Przestrzennego Urzędu Miasta Krakowa (2008–2011; jako członek zespołu ds. zmiany Studium uwarunkowań i kierunków zagospodarowania przestrzennego). Od 1993 roku był współautorem kolejnych zeszytów Atlasu Warszawy, a od 2001 roku był redaktorem Prac Geograficznych.
Naukowo zajmował się problematyką geografii ekonomicznej, społecznej miast, elektoralnej, strategii rozwoju lokalnego i teorii miasta polskiego, a głównie badaniami struktur społeczno-przestrzennych w aglomeracjach miejskich Polski. Autor książek Contemporary Poland. Space and society (1996), Przestrzeń i społeczeństwo współczesnej Polski. Studium z geografii społeczno-gospodarczej i Geografia społeczna miast (2003, 2007). Był promotorem i recenzentem w licznych postępowaniach doktorskich, habilitacyjnych i profesorskich. W 2023 roku otrzymał medal im. Jerzego Kondrackiego.
Zmarł po długiej i ciężkiej chorobie 12 czerwca 2024 roku. Został pochowany w Piasecznie na cmentarzu parafialnym.